# 奥さま劇場
奥さま劇場（おくさまげきじょう）は、TBS、BS-TBSにおける再放送の1つである。

## 概要
1973年4月3日に月曜 - 金曜16時台スタート。1981年9月25日までは、三井物産食品グループ各社提供「三井奥さま劇場」のタイトルで当初は各社名がロールで出ているOP・EDタイトルもあった。後に午前10時台に移動した（後述）。
月曜 - 金曜16時台は『水戸黄門』を筆頭とする『ナショナル劇場』作品を中心に再放送していたが、後に『水戸黄門』が中断中は『水戸黄門』を再放送し、『水戸黄門』本放送中は『大岡越前』か『江戸を斬る』のどちらかを再放送する様に変更、これは本枠が午前10時台に移動後、月曜 - 金曜16時台が正式名称無し再放送に変わっても続いた。
タイトルの通り主に主婦層をターゲットとしたドラマ番組を多く再放送していたが、1990年代から2002年頃までは学校の春休み・夏休み・冬休みやゴールデンウィークといった長期休暇に対応して、子供を視聴対象にした番組編成を実施し、TBSで放送されたアニメやウルトラシリーズなど特撮番組の再放送も行っていた（ここでの枠タイトルは、初期は『夏休み子供大会』、後にイベント企画の名称になる『アニメフェスタ』が使われていた）。最末期には『Di Gi Charat』・『逮捕しちゃうぞ』の特別版が放送された。
ちなみに、この枠は放送された番組の再放送という性格上、作品によって視聴率が変動するのが特徴である。さらに新番組の事前番宣という位置づけもされており、シリーズもののドラマがスタートする場合は、その初回に合わせて前作が再放送されたり、新番組ドラマの主役が過去にTBSで主演したドラマを新番組初回に合わせ再放送するなど、新番組の前景気を煽るという役割をすることもある。
なお、TBS系列がドラマの再放送を行う場合、まず制作したTBSで再放送されていることが前提となるため、系列各局で過去のドラマの再放送をする際は、TBSが主にこの枠で再放送を行っているかどうかが尺度となるとされている。
OPとEDで流れる曲はジム・クロウチの「Lover's Cross」をザ・ベンチャーズがインストとしてカバーした同名曲である。ただしアニメや特撮の時は作品の主題歌を使用する事があった。
本番組で2007年2月から韓流ドラマを不定期に放送していたが、2010年2月23日から韓流ドラマのみ放送することとなった。明確な変更時期は不詳ではあるが、『韓流セレクト』に変更して2014年3月まで放送された。3月からはドラマの再放送に戻った。『奥さま劇場』としてはその後BS-TBSの月曜 - 金曜16時台に移行し、現在は過去に地上波で放送された作品を放送するとしてその名を残している。

## 放送時間
以下、全て月曜日 - 金曜日、JST。
TBS
- 1973年4月3日から1981年9月25日まで：16:00 - 16:55[1]
- 1981年9月28日から『モーニングEye』の拡大・第2部移行前（1992年10月2日）まで：10:00 - 10:55[1]
  - 1981年秋改編で月曜 - 金曜10時台が2本立て体制（子供番組『ワンツージャンプ!→グーチョキーパー』を含む）を廃止したのに伴い移動。それまでの月曜 - 金曜16時台はドラマを廃止して継続。
- 「モーニングEye」の拡大・第2部移行後（1992年10月5日）から2005年3月25日まで：10:30 - 11:25[1]
- 2005年3月28日から2009年9月25日まで：9:55 - 10:50
  - 「きょう発プラス!」→「ピンポン!」→「ひるおび!」開始に伴う番組編成改編により、『はなまるマーケット』が縮小・第2部廃止となったため、放送時間が繰り上げられることになった。
- 2009年9月28日から『韓流セレクト』に改題する前まで：10:05 - 11:00

BS-TBS
- 2013年10月から2015年3月31日まで：16:00 - 16:55
- 2015年4月6日から2015年9月30日まで：13:00 - 13:55
- 2016年4月8日から：13:00 - 13:55

## スポンサー
地上波での番組スポンサーは三井物産食品グループをはじめとする複数社提供となっていた。以前は三井物産食品グループの単独提供番組だったことから、番組タイトルも「三井奥さま劇場」であったが、後にそれ以外の一般企業もスポンサーに名を連ねているため、冠はなくなった。なお単独提供時代でもアニメ・特撮再放送時は、子供向け企業（バンダイなど）が加わる事があった。

## 特別企画『テレビ名作シリーズ』
1991年9月30日からは特別企画として、TBS開局40周年を記念し、TBSが過去放送したドラマ（「エイトマン」のみテレビアニメ）から選ばれた作品を1話だけ放送する『テレビ名作シリーズ』を放送、スタジオパートでは桝井論平・有村美香（いずれもTBSアナウンサー）が解説役を担当した。番組は10月11日まで放送後、10月12日（土）12:00 - 13:54（通常は『土曜シネマシアター』）で『私は具になりたい』（「サンヨーテレビ劇場」版）を放送した。放送作品は次の通り（参考：『毎日新聞 縮刷版』毎日新聞、1991年9月30日 - 10月12日。ラジオ・テレビ欄）。
| 放送日 （1991年） | 放送作品                                      | 備考   |
| ----------------- | --------------------------------------------- | ------ |
| 9月30日           | 時間ですよ                                    |        |
| 10月1日           | ザ・ガードマン                                |        |
| 10月2日           | サインはV（第1作）                            |        |
| 10月2日           | 柔道一直線                                    |        |
| 10月3日           | 肝っ玉かあさん                                |        |
| 10月4日           | ウルトラQ                                     |        |
| 10月4日           | エイトマン                                    | [ 10 ] |
| 10月7日           | キイハンター                                  | [ 11 ] |
| 10月8日           | おくさまは18歳                                |        |
| 10月8日           | コメットさん（第1作）                         |        |
| 10月9日           | あんたがたどこさ                              |        |
| 10月10日          | 岸辺のアルバム                                |        |
| 10月11日          | 七人の刑事（第1作）                           |        |
| 10月12日          | 私は貝になりたい （「サンヨーテレビ劇場」版） | [ 12 ] |